# I-184 (sous-marin)
Pour les articles homonymes, voir I-84.
L'I-184 (イ-184) est un sous-marin de classe Kaidai (海大型潜水艦, Kaidai-gata sensuikan) de la sous-classe Kaidai VII (海大7型（伊七十六型/伊百七十六型, Kaidai-nana-gata, classe I-76/I-176) en service dans la marine impériale japonaise durant la Seconde Guerre mondiale.

## Contexte
Après la Première Guerre mondiale, la marine impériale japonaise a réévalué l'utilisation de la guerre sous-marine comme élément de stratégie de flotte en raison du déploiement réussi de croiseurs-sous-marins à long rayon d'action pour les raids commerciaux des principales marines de combat. Les stratèges japonais en sont venus à réaliser les possibilités d'utilisation de l'arme pour la reconnaissance à longue portée, et dans une guerre d'usure contre une flotte ennemie qui s'approchait du Japon. Deux grands sous-marins japonais à longue portée avaient déjà été construits dans le cadre du programme de la flotte des Huit-six en tant que prototypes (I-51 et I-52), mais l'arrivée le 20 juin 1919 de sept U-boote allemands reçus par le Japon en réparation de guerre à la fin de la Première Guerre mondiale a conduit à une refonte complète. Les Japonais ont rapidement embauché des centaines d'ingénieurs et de techniciens de sous-marins allemands et d'anciens officiers de sous-marins allemands au chômage à la suite de la défaite de l'Allemagne pendant la Première Guerre mondiale, et les ont fait venir au Japon dans le cadre de contrats de cinq ans. L'ONI (Office of Naval Intelligence) américain a estimé que quelque 800 conseillers allemands s'étaient rendus au Japon à la fin de 1920. Les Japonais ont également envoyé des délégations en Allemagne, et ont participé activement à l'achat de nombreux brevets.

## Description
Les sous-marins de la sous-classe KD7 étaient des sous-marins d'attaque à moyenne portée développés à partir de la sous-classe KD6 précédente. La dernière version de la classe Kaidai a été élaborée en 1939. La construction s'étalant entre 1942 et 1943, la décision avait été prise à la suite du quatrième plan de réarmement japonais. Les tubes lance-torpilles arrières ont été supprimés pour en placer six à l'avant. L'endurance de ces navires a été portée à 75 jours.
Ils ont un déplacement de 1 656 t en surface et 2 644 t en immersion. Les sous-marins mesuraient 105 mètres de long, avaient une largeur de 8,25 mètres et un tirant d'eau de 4,58 mètres. Les sous-marins permettaient une profondeur de plongée de 80 m et avaient un effectif de 86 officiers et membres d'équipage.
Kampon a été retenu comme fabricant des moteurs diesel Mk.1B Model 8, dont les performances étaient supérieures de 30% à celles des moteurs des premières sous-classes. Pour la navigation de surface, les sous-marins étaient propulsés par deux moteurs diesel de 4 000 cv (2 950 kW), chacun entraînant un arbre d'hélice. En immersion, chaque hélice était entraînée par un moteur électrique de 900 chevaux-vapeur (671 kW). Ils pouvaient atteindre 23,1 nœuds (42,8 km/h) en surface et 8 nœuds (14,8 km/h) sous l'eau. En surface, les KD7 avaient une autonomie de 8 000 milles nautiques (15 000 km) à 16 noeuds (30 km/h); en immersion, ils avaient une autonomie de 50 milles nautiques (193 km) à 5 noeuds (9,3 km/h).
Les sous-marins étaient armés de 6 tubes lance-torpilles internes de 53,3 cm, tous à l'avant. Ils transportaient une recharge pour chaque tube, soit un total de 12 torpilles Type 95. Ils étaient également armés d'un canon de pont de 120 mm (L/40) Type 11e année pour le combat en surface et de 2 canons anti-aérien de 25 mm Type 96.

## Construction
Construit par l'Arsenal naval de Yokosuka au Japon, le I-184 a été mis sur cale le 1er avril 1942 sous le nom de Sous-marin n°162. Il est renommé I-184 le 20 mars 1942. Il a été lancé le 12 décembre 1942 et achevé et mis en service le 15 octobre 1943.

## Historique
Mis en service le 15 octobre 1943, le I-184 est rattaché au district naval de Sasebo et affecté au 11e escadron de sous-marins de la 1re Flotte du contre-amiral, le marquis Daigo Tadashige. Le capitaine de corvette (海軍少佐 (Kaigun-shōsa)) Rikihisa Matsuji est le 1er et unique commandant du sous-marin.
Fin novembre 1943, dans la mer intérieure de Seto (Iyo Nada), le I-184 participe à des exercices de lutte anti-sous-marine avec le ravitailleur de sous-marins Chōgei, et les sous-marins I-42, I-43, Ro-40 et Ro-113 basés à Kure.
Le 31 janvier 1944, il est réaffecté à la 22e division de sous-marins de la 6e Flotte du vice-amiral Takagi Takeo.
Le 13 juin 1944, l'Opération "A-Go", la défense des Mariannes, est activée par l'amiral Toyoda Soemu, commandant de la Flotte combinée, et ordonne au vice-amiral Takagi de redéployer ses sous-marins aux îles Mariannes. Depuis son quartier général à Saipan, Takagi ordonne à tous les sous-marins disponibles de se déployer à l'est des Mariannes. Le I-184 reçoit l'ordre de se rendre immédiatement à l'est de Guam et de patrouiller entre les zones allouées au I-5 et au I-185.
Le 15 juin 1944 commence l'Opération américaine "Forager", l'invasion de Saipan.
La Task Force 52 du vice-amiral Richmond K. Turner débarque le 5e corps amphibie du lieutenant général de marine Holland M. Smith et l'invasion commence. Les communications entre le corps expéditionnaire avancé de Takagi (6e Flotte) sont perturbées par l'invasion. Le commandement des sous-marins de la 6e Flotte passe au contre-amiral Owada Noboru, du commandement du 7e escadron de sous-marins à Truk.

Le I-184 reçoit l'ordre de se rendre à Saipan. Le capitaine de corvette Rikihisa accuse réception du message et signale son HPA à 00h22 le 18 juin (heure normale du Japon). Il s'agit de son dernier message.
Le 19 juin 1944 , lors de la bataille de la mer des Philippines, à 17 milles nautiques (32 km) au sud-est de Saipan, le porte-avions USS Suwannee soutient l'invasion des îles Mariannes. Le bombardier torpilleur Grumman TBM-1C Avenger du VT-60 de l'enseigne G. E. Sabin effectue une patrouille de lutte anti-sous-marine. Sabin descend sous la couverture nuageuse et repère un sous-marin japonais à la surface. Le I-184 repère le Avenger et plonge, mais Sabin largue ses bombes sous-marines juste devant la trajectoire du sous-marin et coule la I-184 avec les 96 hommes à la position géographique de 13° 01′ N, 149° 53′ E.
Le 12 juillet 1944, il est officiellement présumé perdu dans la région de Saipan.
Le I-184 a été rayé de la liste de la Marine le 10 août 1944,.